# Lauret (Landes)
Lauret è un comune francese di 79 abitanti situato nel dipartimento delle Landes nella regione della Nuova Aquitania.

## Società

### Evoluzione demografica
Abitanti censiti